# Contee della Liberia

Contee della Liberia

Le contee della Liberia sono la suddivisione territoriale di primo livello del Paese e sono pari a 15. Ciascuna di esse si articola ulteriormente in distretti.
L'amministrazione di ogni contea è guidata da un sovrintendente (county superintender), nominato direttamente dal Ministro dell'interno.

## Lista
| Localizzazione | Bandiera | Contea           | Capoluogo    | Popolazione (2008) | Superficie (km²) |
| -------------- | -------- | ---------------- | ------------ | ------------------ | ---------------- |
|                |          | Bomi             | Tubmanburg   | 82 036             | 1 955            |
|                |          | Bong             | Gbarnga      | 328 919            | 8 099            |
|                |          | Gbarpolu         | Bopolu       | 83 758             | 7 723            |
|                |          | Grand Bassa      | Buchanan     | 224 839            | 8 759            |
|                |          | Grand Cape Mount | Robertsport  | 129 055            | 5 827            |
|                |          | Grand Gedeh      | Zwedru       | 126 146            | 17 029           |
|                |          | Grand Kru        | Barclayville | 57 106             | 2 299            |
|                |          | Lofa             | Voinjama     | 270 114            | 11 637           |
|                |          | Margibi          | Kakata       | 199 689            | 3 263            |
|                |          | Maryland         | Harper       | 136 404            | 3 052            |
|                |          | Montserrado      | Bensonville  | 1 144 806          | 2 740            |
|                |          | Nimba            | Sanniquellie | 468 088            | 12 043           |
|                |          | River Cess       | Cesstos      | 65 862             | 4 385            |
|                |          | River Gee        | Fish Town    | 67 318             | 5 113            |
|                |          | Sinoe            | Greenville   | 104 932            | 10 254           |